# Летючі тварини

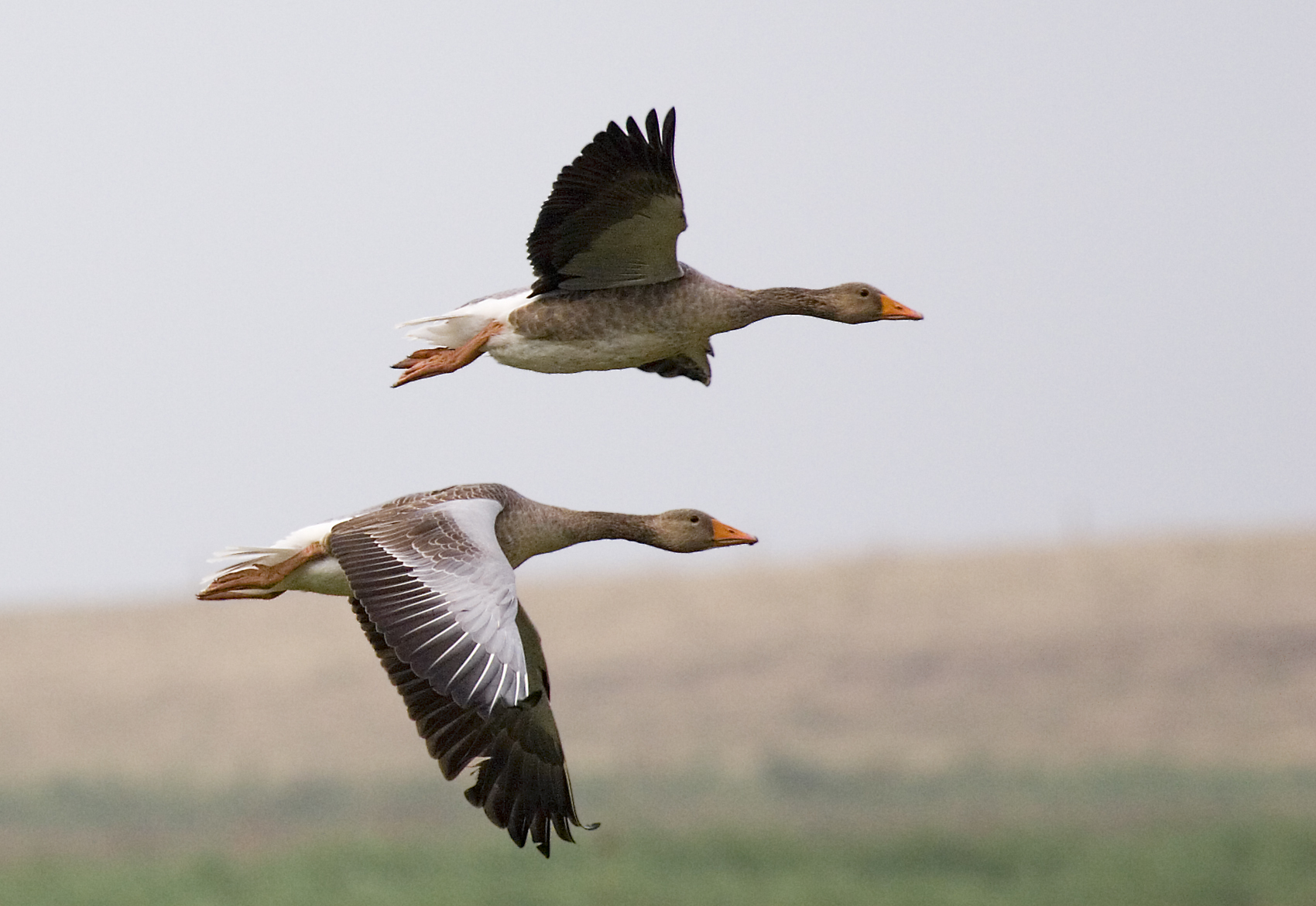
Гуска сіра. Птахи — одна з лише чотирьох таксономічних груп тварин, які розвинули політ з докладанням сили.

Ряд тварин розвинули повітряну локомоцію, шляхом або польоту з докладанням сили (зі змахом крилами) або планерування (пасивного польоту без змаху кінцівками, за рахунок повітряних потоків). Тварини, які здатні літати або планерувати, розвивались самостійно багато разів, без спільного предка. Політ розвинувся принаймні чотири рази — у комах, птерозаврів, птахів та лиликоподібних. Планерування розвинулось у значно більшій кількості випадків. Як правило, розвиток планерування спричинений необхідністю тваринам, що живуть у пологу лісу, пересуватись від дерева до дерева, хоча є і інші випадки. Планерування, зокрема, розвинулось у тварин дощового лісу, особливо у дощових лісах Азії (в першу чергу на Калімантані), де дерева є високими та розташовані на суттєвій відстані один від одного. Декілька видів морських тварин та декілька амфібій також розвинули здатність до планерування, як правило у намаганні уникнути хижаків.

## Типи повітряної локомоції
Повітряна локомоція у тварин може бути розділена на дві категорії — з та без докладання сили. У локомоції без докладання сили, тварина використовує сили аеродинаміки, які діють на тіло завдяки вітру чи падінню у повітрі. У польоті з докладаннями сили, тварина використовує силу м'язів для створення аеродинамічних сил. Тварини, які використовують повітряну локомоцію без докладання сили, не здатні підтримувати висоту та швидкість через нездатність протидіяти опору повітря та силі тяжіння; тварини, які використовують політ з докладанням сили можуть підтримувати стабільний політ на одній висоті, доки їхні м'язи здатні витримувати навантаження.

### Повітряна локомоція без докладання сили
Такий вид локомоції, як правило, потребує, щоб тварина почала рух з високого місця, що дозволить перетворити потенціальну енергію висоти у кінетичну енергію і контролювати траєкторію та кут спуску за допомогою сил аеродинаміки. Енергія постійно витрачається на аеродинамічний опір і не поповнюється, тому ці методи локомоції мають обмежену відстань та тривалість.
- Вільне падіння: зниження висоти під силою гравітації, без використання якихось адаптивних механізмів для збільшення аеродинамічного опору або надання підйомної сили.
- Парашутизм: падіння під кутом більше 45° до горизонту з адаптивними механізмами для збільшення аеродинамічного опору. Дуже маленьких тварин може переносити вітер. Деякі тварини-планеристи для безпечного спуску можуть використовувати свої планерувальні мембрани для аеродинамічного опору, а не для підйомної сили.
- Політ-планерування: падіння під кутом менше 45° до горизонту з підйомною силою від адаптованих аеродинамічних мембран. Це дозволяє горизонтальний рух повільного падіння, з напруженням тіла, яке веде до збільшення ефективності літальної перепонки, та часто з певною маневреністю у повітрі. Тварини-планеристи мають менше відносне подовження крила, ніж справжні літуни.

### Політ з докладанням сили
Політ з докладанням сили розвинувся лише 4 рази (птахи, лиликоподібні, птерозаври та комахи) і використовує мускульну силу для створення аеродинамічних сил та заміщення енергії, втраченої на аеродинамічний опір.
- Змахи: рух крил для прямого створення поштовху. Летючі тварини здатні підніматися у повітрі без допомоги вітру, на відміну від тварин, які використовують планування та парашутизм.

### Повітряна локомоція з докладанням зовнішньої сили
Політ павука та паріння відбуваються не за рахунок роботи м'язів, а за рахунок зовнішніх аеродинамічних джерел енергії: вітру та висхідних потоків, відповідно. Обидва можуть тривати доки джерело зовнішньої енергії присутнє. Паріння, як правило, притаманне лише тваринам, здатним на повноцінний політ, оскільки потребує дуже значного розмаху крил.
- Політ павука: перенесення у повітрі за рахунок аеродинамічного ефекту довгих павутинних ниток на вітру. Певні членистоногі, які виробляють павутиння, переважно маленькі або молоді павуки, виділяють особливе полегшене витончене для польотів, і деколи таким чином подорожують на тривалі відстані на досить значних висотах.
- Паріння: планерування у висхідних потоках повітря або іншим чином рухливому повітрі, яке вимагає фізіологічних та морфологічних адаптацій, які допомагають підтримувати тварину у повітрі без руху крилами. Висхідні потоки повітря утворюються через термальні колони, похиле ширяння або інші метеорологічні риси. За певних умов, паріння уможливлює підйом без витрачання власної енергії, однак для ефективного паріння необхідний великий розмах крил.

Багато видів використовують різні види локомоції в різний час; так яструб використовує політ з додаванням сили при злеті, потім парить на висхідних потоках, потім вільно падає, коли ловить жертву.

## Еволюція та екологія повітряної локомоції

### Планерування та парашутизм
Хоча планерування може бути попередником деяких видів польоту з додаванням сили, воно має і певні власні екологічні переваги. Планерування є дуже енергоефективним видом пересування від дерева до дерева. Окремі науковці зазначають, що багато тварин-планеристів споживають низькокалорійну їжу (листя) і тому обмежені планеруванням, а летючі тварини споживають більш висококалорійну їжу — плоди, нектар та комах. Планерування незалежно розвинулось багато разів (більше 12 разів серед вимерлих хребетних), однак ці групи не поширились так, як групи літаючих тварин.
Цікавим є поширення тварин-планеристів — більшість з них живе у дощових лісах (хоча декілька білок-планеристів живе у лісах Азії та Північної Америки). Багато планеруючих видів знайдено у Південно-Східній Азії і в Африці, а у Південній Америці знайдено досить мало планеруючих хребетних (декілька райкових, літаючих жаб), як і в Індії, Новій Гвінеї (та жодного на Мадагаскарі) незважаючи не начебто відповідне середовище дощових лісів. Однак значно більша кількість тварин Південної Америки має хапальні хвости, ніж в Африці чи Південно-Східній Азії. За теорією, таке переважання планеристів у Південно-Східній Азії спричинено меншою щільністю лісів, ніж у Південній Америці — у щільному лісі планерувати ніде, а от хапальний хвіст дуже корисний для пересування від дерева до дерева. Також, південноамериканські дощові ліси мають більше ліан, ніж африканські чи азійські, оскільки тут менше тварин, які харчуються ліанами; такі ліани користі для повзаючих, але заважають планеристам. Цікаво, що в Австралії багато і планеристів, і тварин з хапальним хвостом; всі Australian ссавці-планеристи навіть мають хапальні хвости різних ступенів розвитку. Інша теорія більшої кількості тварин-планеристів у лісах Південно-Східної Азії каже, що основні дерева пологу лісу в таких лісах (переважно родина Dipterocarpaceae) є вищими, ніж дерева пологу лісу в інших лісах (тварини можуть планерувати далі, з вищої початкової точки, що надає їм конкурентну перевагу), а доступність комах та маленьких хребетних для харчування м'ясоїдних тварин (напр., ящірок) є меншою (і планеруючі тварини мають змогу шукати їжу та паруватись біль ефективно).

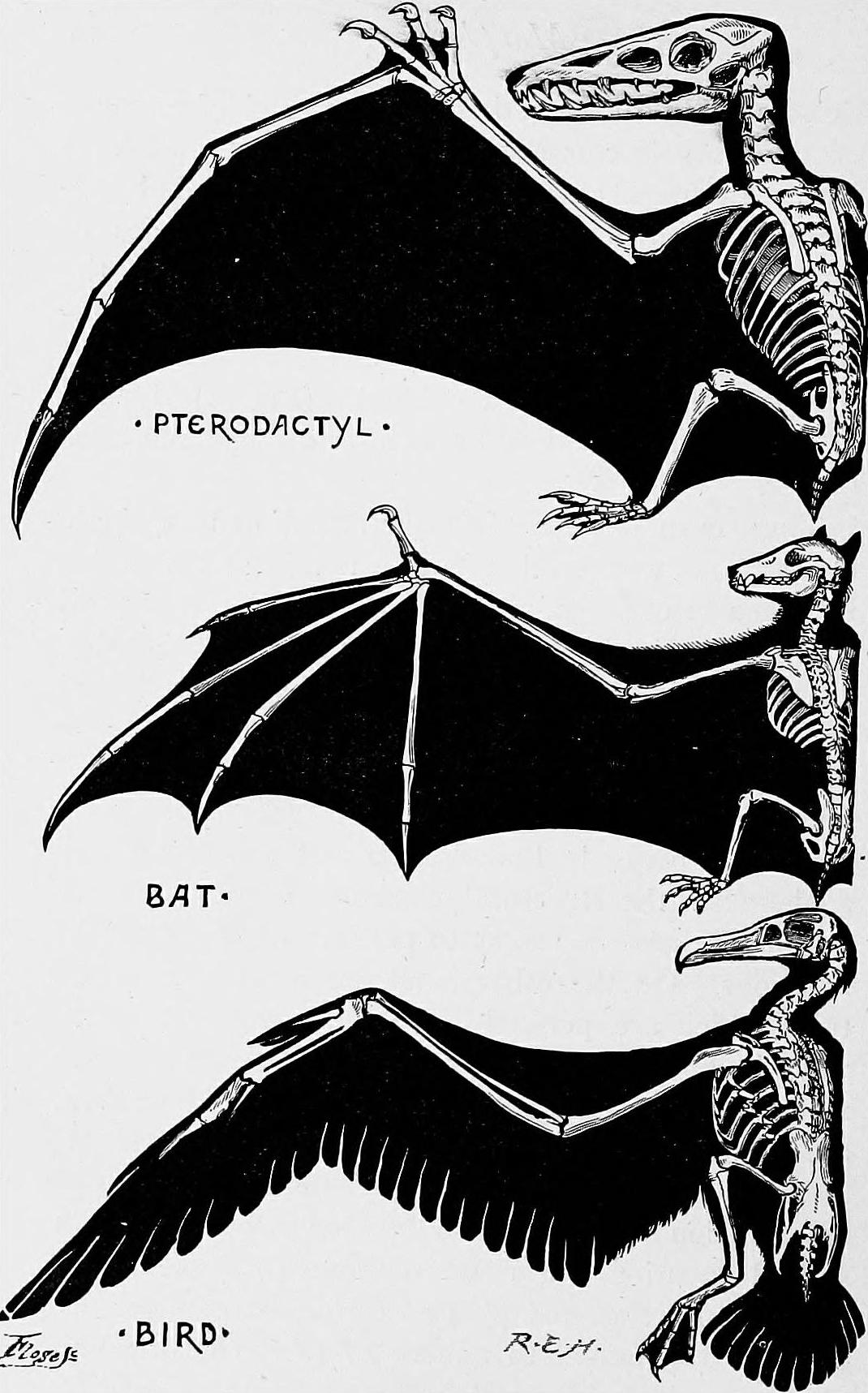
Гомологічні адаптації для польоту:
1. Птерозаври
2. Лиликоподібні
3. Птахи

У маленьких тварин природно вище співвідношення площі поверхні тіла до об'єму тіла, ніж у більших видів аналогічної форми, аеродинамічні сили мають на них більший вплив, що веде до значно нижчої граничної швидкості у вільному падінні та підсиленню ефекту навіть незначної зміни площі поверхні тіла. Ці маленькі зміни дають поступові переваги для подальшого розвитку планерування.

### Політ з докладанням сили
Політ з докладанням сили розвинувся лише 4 рази — птахи, лиликоподібні, птерозаври та комахи. На відміну від планерування, які розвивалось частіше, але у незначної кількості видів, всі три невимерлі групи літаючих тварин мають надзвичайно велику кількість видів, що вказує на успішність стратегії польоту після його виникнення. Лиликоподібні мають найбільшу, після мишоподібних, кількість видів середи усіх ссавців, — бл. 20 % всіх видів ссавців. Птахи мають найбільшу кількість видів з усіх класів земних хребетних. А комахи мають більше видів, ніж усі інші групи тварин разом.
Еволюція польоту, як одна з найбільш вражаючих і вибагливих у еволюції тварин, спричинила багато теорій. Також, оскільки летючі тварини переважно маленькі (для збільшення співвідношення площі поверхні тіла до маси) та легкі (для зменшення ваги), їх викопні рештки зустрічаються рідше та у гіршому стані в порівнянні з більшими сухопутними видами з важчими кістками одного з ними регіону проживання. Скам'янілості літаючих тварин, як правило, приурочені до виняткових родовищ копалин, утворених за вельми специфічних обставин, в результаті чого, як правило, наявний поганий слід скам'янілостей, і особливо відчувається недолік перехідних форм. Крім того, оскільки скам'янілості не зберігають поведінку або м'язи, може бути важко встановити різницю між поганими літаючими тваринами та гарними тваринами-планеристами.
Комахи першими розвинули політ, бл. 350 млн років тому. Причини початку розвитку крила комах, як і його використання до появи справжнього польоту лишаються предметом наукової дискусії. За одним з припущень, крила початково використовувались маленькими комахами, які жили на поверхні води, для захоплення вітру, а за іншим — крила використовувались деревними комахами спочатку для парашутизму, потім для планерування і наприкінці вже для польоту.
Птерозаври розвинули політ наступними, бл. 200 млн років тому. Ці рептилії були близькими родичами динозаврів (часто пересічна людина їх і вважає динозаврами) та досягали величезних розмірів; деякі з найбільш пізніх їх видів були найбільшими літаючими тваринами, які коли-небудь населяли Землю, з розмахом крила бл. 9 метрів. Однак, існували птерозаври різних розмірів, найменшим був Nemicolopterus з розмахом крила всього 25 см.
Птахи мають гарний слід скам'янілостей, який задокументував не лише багато форм, але й еволюцію від маленьких тероподних динозаврів і численні схожі на птахів види тероподів, які не пережили масове вимирання видів наприкінці крейдового періоду. Так, Археоптерикс є певно найбільш відомою в світі скам'янілістю перехідного виду, як через суміш анатомічних рис рептилії та птаха, так і через те, що він був знайдений лише через два роки після першої публікації праці Дарвіна «Походження видів». Однак, екологія та порядок такого переходу викликає суперечки у науковців, частина яких підтримує теорію «сходження з дерев» (коли деревні тварини розвинули планерування, а потім політ), а частина — теорію «вверх від землі» (за якою швидкобігаючі сухопутні тварини використовували крила для збільшення швидкості та для полегшення вилову здобичі).
Лиликоподібні розвинули політ найостанніші (бл. 60 млн років тому), найбільш ймовірно від предка-планериста, хоча їх поганий слід скам'янілостей заважає більш детальному вивченню.
Відомо лише декілька тварин, які спеціалізувались на парінні: більші з вимерлих птерозаврів та деякі великі птахи. Політ з додаванням сили є енергетично виснажливим для великих тварин, а от для паріння їх розмір є перевагою, оскільки дозволяє низьке навантаження на крило, тобто великі по відношенню до ваги тіла крила максимізують підйомну силу. Паріння є дуже енергоефективним видом польоту.

## Біомеханіка повітряної локомоції

### Планерування та парашутизм
При вільному падінні, об'єкт під дією гравітації прискорюється. При парашутизмі тварини використовують аеродинамічні сили, які діють на їх тіло, для протидії силі гравітації. На будь-який об'єкт, що рухається крізь повітря, діє сила аеродинамічного спротиву, яка є пропорцією до площі його поверхні та до квадрату прискорення, і ця сила частково протидіє силі гравітації, уповільнюючи зниження тварини до безпечної швидкості. Якщо таку силу спрямовувати під кутом до вертикалі, траєкторія тварини поступово ставатиме більш горизонтальною, і пона подолає не лише вертикальну, а й горизонтальну відстань. Невеликі зміни дозволять повороти та інші маневри. Такий парашутизм дозволяє тварині пересуватися з восокої точки на одному дереві до нижчої точки на іншому, розташованому неподалік.
Під час планерування, більшу роль відіграє підйомна сила. Як і сила аеродинамічного спротиву, підйомна сила є пропорційною до квадрату. Тварини-планеристи, яка правило, підстрибують або стрибають з високих місць, таких як дерева, як і при парашутизмі, і коли гравітаційне прискорення збільшує їх швидкість, зростають і аеродинамічна сили. Тварини-планеристи можуть використовувати підйомну силу та силу аеродинамічного спротиву для збільшення аеродинамічної сили, і відповідно планерувати з меншим кутом до горизонту, ніж тварини-парашутисти, що дозволяє їм долати довші горизонтальні відстані при однаковій втраті висоти, тобто досягати дальших дерев.

### Політ з докладанням сили
На відміну від повітряного транспорту, у якого окремі об'єкти, що генерують підйомну силу (крила) та поштовх (двигун/пропеллер), і крила нерухомі, летючі тварини використовують крила для створення і підйомної сили, і поштовху, рухаючи ними відносно тіла. Тому політ живих організмів значно важче зрозуміти, ніж політ літаків, оскільки перший включає різноманітні кути, швидкості, напрямки, площі та рух потоків над крилами.
Птах чи кажан, що летить крізь повітря з постійною швидкістю, рухає кригами вгору-вниз (як правило також з певними рухами вперед-назад). Оскільки тварина в русі, є певний потік повітря по відношенню до його тіла, що при поєднання з прискоренням крил створює швидший потік повітря над крилом. Це створює вектор підйомної сили, направлений вгору та вперед, та вектор сили аеродинамічного спротиву, направлений вгору та назад. Напрямки цих векторів в гору додаються та протидіють силі гравітації, що і тримає тіло в повітрі, а напрямок вперед створює поштовх, щоб протидіяти силі аеродинамічного спротиву від крила та від тіла в цілому. Політ птерозаврів ймовірно працював схоже.
Політ комах суттєво відрізняється від інших видів польоту тварин через їх малий розмір, жорсткість крил та інші анатомічні відмінності. У польоті комах значно більшу роль відіграють турбулентність і вихори, через що він ще складніший у дослідженні, ніж політ хребетних.

## Обмеження та рекорди

### Політ/паріння
- Найбільші. Раніше найбільшою літаючою твариною вважався Птеранодон, птерозавр з розмахом крила до 7,5 метрів. Однак нещодавно було знайдено птерозавра з родини аждархідів Кетцалькоатль зі значно більшим розмахом крила (за оцінками — 9-12 метрів). Деякі інші птерозаври цієї родини, напр. Hatzegopteryx, могли мати такий самий або більший розмах крил. Найважчі живі летючі тварини — дрохва корі та велика дрохва, чиї самці можуть важити до 21 кг. Альбатрос мандрівний має найбільший розмах крил серед усіх живих літаючих тварин (3,63 м). Серед тварин, які літають над сушею, найбільший розмах крил (3,2 м) мають кондор андійський та африканський марабу.
- Найменші. Мінімального розміру, щоб здійнятися у повітря, не існує. Наприклад в атмосфері літає купа бактерій, які складають частину аеропланктону. Однак, щоб рухатись власними силами і не залежати надмірно від вітру, потрібен певний розмір. Найменшими літаючими хребетними є колібрі-бджілка та кажан-джміль, кожен з яких може важити менше 2 г. Вважається, що вони є уособленнями нижньої межі ендотермального польоту.
- Найшвидші. Найшвидшим з відомих літаючих тварин є сапсан (зафіксовано, що при пікіруванні він досягає швидкості більше 300 км/г. Найшвидший політ з маханням крилами ймовірно у великого серпокрильця (до 170 км/г[6]) або у креха середнього (160 км/г).
- Найповільніші. Більшості літаючих тварин потрібно рухатись вперед з певною швидкістю, щоб утримуватись в повітрі. Однак окремі види можуть «зависати» в одній точці, або швидко змахуючи крилами, як колібрієві, дзюрчалки, різнокрилі та деякі інші види, або точно використовуючи висхідні потоки, як деякі хижі птахи. Найповільніший політ (не «зависання») зафіксований у американського вальдшнепа (8 км/г). Однак ймовірно багато комах літають повільніше.
- Найвище літають. Задокументований випадок засмоктування у двигун літака великого грифа Рюппеля (Gyps rueppelli), на висоті 11 550 метрів над Кот-д'Івуар. Тварина, яка регулярно літає найвище, — гірська гуска (Anser indicus), що мігрує прямо через Гімалаї між місцями парування у Тибеті та зимуванням в Індії. Бачили, як вони летіли над вершиною Джомолунгма (8 848 м.н.м.).
- Найбільш маневрений. Своєю маневреністю відомі ряд тварин. Тварини, які вміють «зависати», як правило, маневрені, і здатні як залишатися на місці, так і рухатися в усіх напрямках. Своєю повітряною акробатикою відомі також лиликоподібні та ворони.

### Планерування/парашутизм
- Найбільш ефективний планерувальник. Визначається як тварина, яка планерує найбільшу горизонтальну відстань на метр падіння. Відомо, що білки-літяги можуть планерувати до 200 метрів, однак їх коефіцієнт планерування всього 2. Летючі риби за спостереженнями, після початкового стрибка з води на висоту, можуть планерувати сотні метрів на аеродинамічній силі на краю хвиль, але можливо вони отримують додаткову підйомну силу від руху хвиль. А от Albatrosses мають підтверджене співвідношення підйомної сили до аеродинамічної сили у розмірі 20,[7] тобто падають лише 1 метр на кожні 20 метрів горизонтального планерування.
- Найбільш маневрений планерувальник. Багато тварин-планеристів можуть повертати, але важко визначити найбільш маневреного. За спостереженнями, навіть летюча змія райська, летюча жаба китайська, планеруючі мурахи мають суттєву здатність до поворотів у повітрі.

## Тварини зі здатністю до парашутизму, планерування чи польоту (живі)

### Безхребетні

#### Членистоногі

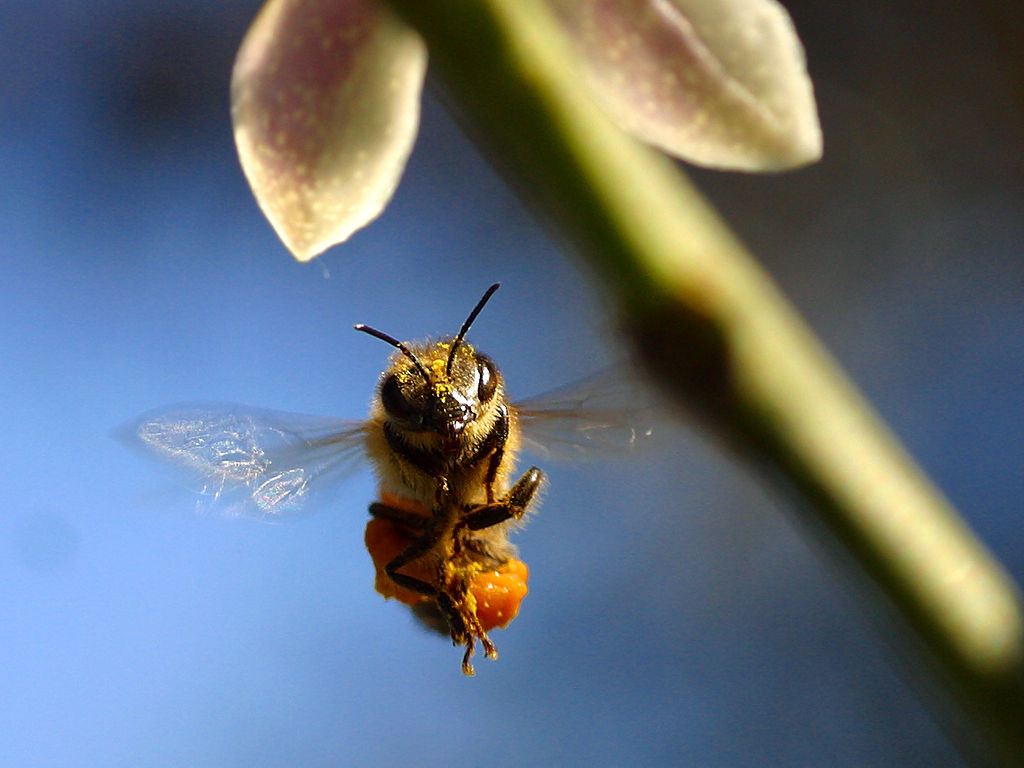
Бджола у польоті.

- Комахи (політ). Перші з усіх тварин, які розвинули політ, комахи також єдині безхребетні, кому це вдалося. Видів занадто багато, щоб тут перерахувати. Активні дослідження польотів комах тривають.
  - Щетинкохвості (планерування). У деяких тропічних деревних щетинкохвостих виявлена здатність до керованого планерування. Їхні медіанні хвостові вусики важливі для коефіцієнту планерування та контролю планерування[8].
  - Планеруючі мурахи. Безкрилі мурахи-працівники виробили вторинну здатність рухатись крізь повітря — планерування незалежно розвилось у ряду видів деревних мурах з триб Cephalotini, Pseudomyrmecinae та Formicinae (переважно Camponotus). Всі деревні мурахи Dolichoderinae та підродини myrmicines (крім вже зазначених except Cephalotini та Daceton armigerum) не здатні планерувати. Живучи у полозі дощового лісу, як і інші тварини-планеристи, планеруючі мурахи використовують планерування для повернення до стовбуру дерева, на якому живуть, якщо вони впадуть з гілки чи їх звідти скинуть. Планерування було вперше спостережено у Cephalotes atreus в перувіанському дощовому лісі. Cephalotes atreus може робити повороти на 180° та встановлювати, де їх рідний стовбур за допомогою візуальний підказок, і їм вдається його досягнути у 80 % випадків[9]. Будучи унікальними серед тварин-парашутистів, мурахи Cephalotini та Pseudomyrmecinae при планеруванні виставляють вперед брюшко, а Formicinae планерують більш традиційно -головою вперед[10].
- Павуки (парашутизм). Молодняк окремих видів павуків подорожує повітрям з використанням павутиння для руху за вітром, як і дорослі окремих видів маленьких павуків, наприклад родина Linyphiidae. Така поведінка відома як «політ павуків», а самі вони створюють частину аеропланктону.

#### Молюски
- Летючі кальмари (планерування). Декілька океанських кальмарів, наприклад тихоокеанський летючий кальмар, вистрибують з води, рятуючись від хижаків, схоже на летючих.[11] Менші кальмари «літають» косяками, і спостерігалися їх «польоти» довжиною до 50 метрів. Маленькі плавники на кінці мантії не створюють значної підйомної сили, однак допомагають стабилізувати рух у польоті. Кальмари вистрибуть з води шляхом витискання води з their funnel, indeed some squid have been observed to continue jetting water while airborne providing thrust even after leaving the water. This may make flying squid the only animals with jet-propelled aerial locomotion.[12] The neon flying squid has been observed to glide for distances over 30 m, at speeds of up to 11.2 m/s .

### Хребетні

#### Риби

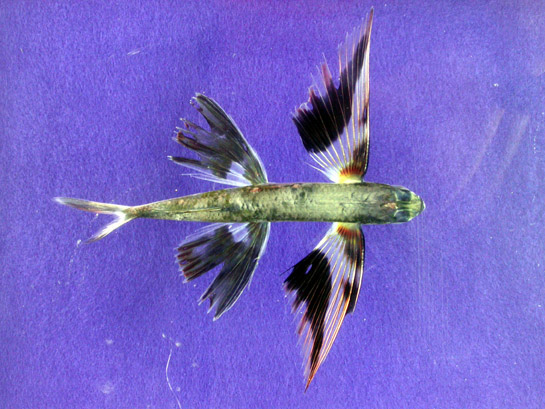
Чотирикрильна летюча риба. Зверніть увагу на збільшені грудні плавці.

- Летючі риби (планерування). Існує понад 50 видів риб, які належать до родини Exocoetidae. Переважно це морські риби маленького або середнього розміру. Найбільша летюча риба досягає 45 см у довжину, однак більшість мають менше 30 см довжини. Вони можуть бути поділені на двокрильні та чотирикрильні типи. Перед тим, як риба полишає воду, вона збільшує свою швидкість до бл. 30 довжин тіла за секунду і прориваючи поверхню води, вона стає вільною від сили опору води і може мати швидкість до 60 км/год.[13] Довжина планерування зазвичай 30-50 метрів, однак за спостереженнями, в окремих випадках риба планерувала сотні метрів за рахунок використання підйомної сили, що виникала на гребені хвиль. Риби також здатні планерувати серіями, кожного разу занурюючи хвіст у воду для створення поштовху вперед. Найтриваліша зафіксована серія планерування тривала 45 секунд[14]). За припущеннями вчених, рід Exocoetus перебуває на еволюційні межі між планеруванням та повноцінним польотом — у повітрі він хлопає своїми збільшеними грудними плавцями наче крилами, але відсутні докази прискорення за рахунок такого руху, тому ще все ж планерування[15].
- Hemiramphidae (планерування). Група, споріднена з летючими рибами, один/два види якої мають збільшені грудні плавці та демонструють справжнє планерування, а не прості стрибки. Маршалл у роботі 1965 року писав, що вид Euleptorhamphus viridis може планерувати за два окремі стрибки до 50 метрів у довжину[16].
- Риба-метелик (можливо планерує). Вид Pantodon buchholzi має здатність стрибати і можливо планерувати на коротку відстань. У повітрі він здатний пересуватися на декілька відстаней розміру свого тіла, при цьому хлопаючи великими грудними плавцями, звідки і отримали поширену назву «риба-метелик»[17]. Однак інші науковці (Сайдел з колерами (2004)) вважають, що прісноводна риба-метелик планерувати не може.
- Прісноводні клинобрюхі (можливо планерує). Існує 9 видів прісноводних клинобрюхих, розподілених по трьох родах, які можливо планерують.

#### Земноводні
- Жаби родини Веслоногі. Планерування розвинулось незалежно у двох родинах деревних жаб, Rhacophoridae Старого Світу та Hylidae Нового Світу. У кожній з цих родин є весь спектри видів — від непланеруючих, до парашутистів, до повноцінного планерування. Деякі з Rhacophoridae, наприклад Rhacophorus nigropalmatus, мають пристосування для планерування, переважно збільшена міжпальцева перетинка. Наприклад, малайзійська летюча жаба планерує з використанням мембран між пальцями її кінцівок та маленьких мембран на п'ятці, основі ноги та передпліччі. Деякі з жаб є дуже добрими планерувальниками, наприклад Polypedates dennysi може маневрувати у повітрі, роблячи два види поворотів, або згортаючись у поворот або розгортаючись[18][19].
- Жаби родини Райкові. Окремі види також здатні до планерування[20].

#### Плазуни
- Летючий дракон (планерування). Існує 28 видів ящірок роду Draco, які живуть у Шрі-Ланці, Індії та Південно-Східній Азії. Вони живуть на деревах, годуються деревними мурахами, але влаштовують гнізда на землі. Вони можуть планерувати до 60 метрів горизонтально, втрачаючи лише 10 метрів у висоті[13]. На відміну від більшості інших видів, їхня літальна перетинка підтримується видовженими ребрами, а не більш звичайними для планеруючих хребетних кінцівками. У розгорнутому вигляді, ребра формують півколо по обох боках тіла ящірки і можуть складатися схоже на віяло.
- Планеруючі ящірки. Існує два види планеруючих ящіркових, з роду Holaspis, які живуть у Африці. Вони мають «оборки» на пальцях та по обох боках хвоста та при планеруванні/парашутизмі можуть робити своє тіло більш пласким[21]
- Гекони летючі (планерування). Існує шість видів летючих геконів з роду Ptychozoon, всі — у Південно-Східній Азії. Ці ящірки мають маленькі складки шкіри довкола кінцівок, тулуба, хвоста та голови, які захоплюють повітря та дозволяють їм планерувати[22]. Летючі гекони Lupersaurus, можливий братній таксон геконів роду Ptychozoon має схожі складки шкіри і також планерує[22]. Також відомо, що принаймні деякі види летючих геконів Thecadactylus, наприклад T. rapicauda, здатні планерувати[22]. Також сході адаптації знайдені у двох видах геконів роду Cosymbotus.
- Летючі змії (планерування). П'ять видів змій Південно-Східної Азії, Меланезії та Індії здатні планерувати. Летюча змія райська з південного Таїланду, Малайзії, Калімантану, Філіппін та Сулавесі є найкращим планеристом з досліджених видів; вона планерує, розтягуючи своє тіло вбоки та розкриваючи ребра так, що живіт стає увігнутим, при цьому вона робить бокові ковзаючі рухи. Тварина здатна планерувати на горизонтальну відстань до 100 метрів та робити повороти на 90°.

#### Птахи

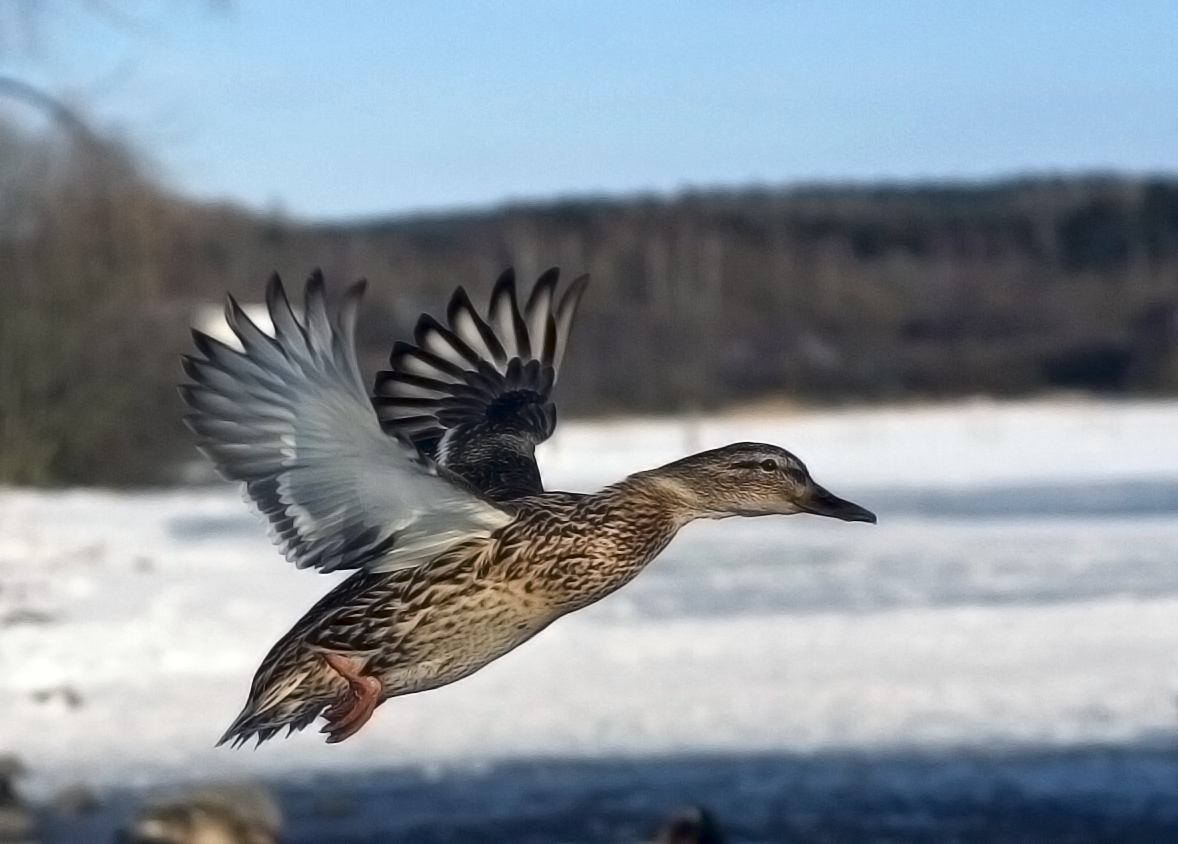
Птахи є успішною групою літаючих хребетних.

- Птахи (політ, паріння) — більшість з приблизно 10 000 існуючих видів птахів можуть літати (нелітаючі птахи є винятком). Політ птахів є однією найбільш вивчених видів повітряної локомоції у тварин.

#### Ссавці
- Тагуанові (підродина Petaurinae) (планерування). Поссуми[23][24][25][26][27][28][29][30][31], що живуть у Австралії та Новій Гвінеї. До моменту стрибка літальна перетинка майже непомітна. У стрибку тварина витягує всі чотири лапи, натягуючи складки шкіри. У підродині сім видів. З шести видів роду Petaurus, найбільш поширені цукровий летючий поссум та тагуан Б'яка. Єдиний вид роду Gymnobelideus, поссум Ледбітера має лише рудиментарну літальну перетинку.
- Petauroides volans (планерування). Єдиний вид роду Petauroidae родини Pseudocheiridae, ця сумчаста тварина живе в Австралії. Її спочатку класифікувати разом з тагуановими, але зараз класифікують окремо. Його літальна перепонка сягає лише ліктя, а не зап'ястя, як у Petaurinae.[32]
- Родина Перохвості летяги (планерування). Ця родина сумчастих містить два роди, кожен з лише одним видом, обидва з яких мають жорсткий, схожий на пір'їну хвіст. Акробатець карликовий (Acrobates pygmaeus), живе в Австралії, розміром з дуже маленьку мишу і є найменшим ссавцем-планеристом. Перохвостий поссум, що живе у Новій Гвінеї, не планерує.

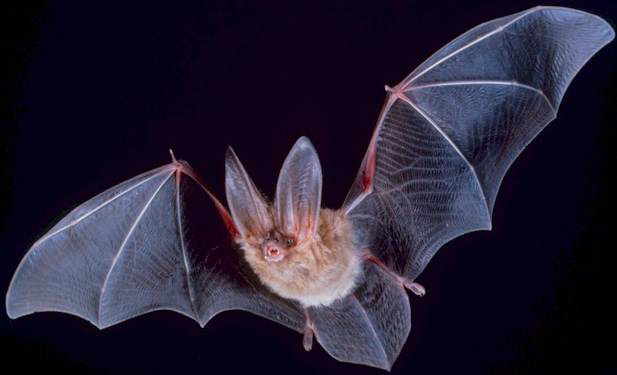
Corynorhinus townsendii демонструє «лапу-крило»

- Лиликоподібні (політ). Існує приблизно 1 240 видів лиликоподібних, що становить бл. 20 % класифікованих видів ссавців[33], і всі вони літають.
- Літяга (підрід Petauristinae) (планерування). Летючих білок існує 43 види серед 14 родів і їх можна знайти маже всюди у світі — у тропіках (Південно-Східній Азії, Індії та Шрі-Ланці), помірному кліматі та навіть у арктичному середовищі. Вони переважно ведуть нічний спосіб життя. Коли літязі потрібно перебратися на дерево, яка розташоване далі довжини стрибка, вона розкриває кістяну шпору на своєму лікті чи зап'ясті. Це розкриває складку пухнастої шкіри (літальну перетинку), яка тягнеться від її зап'ястя до коліна. Літяга планерує, витягнувшись та розтавивши лапи, з хвостом, розпішеним наче парашут, а коли досягає дерева, хапає його кігтями. Існують свідчення, що літяги можуть планерувати більше 200 метрів по горизонталі.
- Родина Шипохвості летяги (планерування). Ця африканські гризуни з яскравою шерсткою не є білками-летягами, але у процесі конвергентної еволюції стали на них схожими. Існує сім видів (розділених на три роди), шість з яких мають літальні перетинки на передніх на задніх лапах. Рід Idiurus включає два особливо маленькі за розмірами види, відомі як миші-летяги, але вони так само не є справжніми мишами.
- Кагуанові (єдина родина ряду Dermoptera) або летючі лемури (планерування). Існує два види летючих лемурів, які живуть у Південно-Східній Азії. Вони не відносяться до справжніх лемурів, які належать до приматів, але молекулярні докази дозволяють припустити, що вони є спорідненими до приматів; однак деякі науковці, що вивчають ссавців, припускають, що кагуанові є спорідненою групою до кажанів. Кагуанові ймовірно найбільш адаптовані ссавці до планерування, оскільки їх літальна перетинка є наскільки великою, наскільки геометрично можливо, і вони можуть планерувати до 70 метрів по горизонталі з мінімальною втратою висоти.
- Сіфаки та можливо деякі інші примати (можливе обмежене планерування/парашутизм). Науковці припускають, що деякі примати мають адаптації, які дозволяють обмежене планерування та/чи парашутизм: сіфаки, індрі, галагові та мавпи сакі. Серед них, сіфака, тип лемуру, має товсте хутро на передпліччі, яке, на думку науковців, може надавати силу аеродинамічного спротиву, та маленьку мембрану під руками, які може надавати підйомну силу[34][35].
- Кіт свійський та можливо інші[15] (дуже обмежений парашутизм). Коти при падіння здатні розтягувати своє тіло для максимізації сили аеродинамічного спротиву, що є дуже обмеженою формою парашутизму. Вони також мають вроджений «рефлекс випрямлення», що дозволяє їм повертати своє тіло, щоб приземлитися на лапи. У деяких інших тварин є схожі здатності до дуже обмеженого парашутизму. За неофіційними свідченнями, трохи кращий парашутизм або навіть обмежене планерування демонструють мусанги[34].

## Тварини зі здатністю до парашутизму, планерування чи польоту (вимерлі)

Птерозаври включали найбільших відомих науці літаючих тварин

### Рептилії
- Вимерлі рептилії, схожі на Draco (планерування). Знайдено цілий ряд непов'язаних вимерлих рептилій, схожих на ящірок, з «крилами» схожими на «крила» ящірок Draco, зокрема Icarosaurus, Daedalosaurus, Coelurosauravus, Weigeltisaurus, Mecistotrachelos[36] та Kuehneosaurus. Найбільший з них — Kuehneosaurus, мав розмах «крил» до 30 см, та за оцінками міг планерувати до 30 метрів по горизонталі.
- Sharovipteryx (планерування). Ця дивна рептилія, яку деколи вважають предком птерозавра, з верхнього тріасу Киргизстану, дуже незвично мала літальну перетинку на видовжених задніх кінцівках, а не на передніх, що є значно більш звичайним. Деякі реконструктори припускають, що вони мали перетинку і на передніх кінцівках та шиї[37].
- Longisquama insignis (ймовірне планерування/парашутизм). Ця маленька рептилія ймовірно мала довгі парні луски на спині, схожі на пір'я, які могли використовуватись для парашутизму. Однак більш нещодавні припущення стверджують, що луски формували єдине спинне «жабо»[38][39]
- Птерозаври (політ). Птерозаври були першими летючими хребетними, і в науковому світі в цілому досягнуто консенсус, що вони досить добре літали. У них були великі крила.. сформовані з літальної перетинки, які тягнулася з тіла до сильно збільшеного четвертого пальця. Їх існувало сотні видів, більшість з яких при польоті рухали крилами, а багато — парили. Найбільші відомі летючі тварини також знайдені серед птерозаврів.

### Птахи (тероподи)
- Тероподи (планерування/політ). Існувало декілька видів тероподів, які, вважається, були здатні до планерування або польоту. Їх не відносять до птахів, хоча і вважають близькими родичами. За рештками деяких видів (Microraptor gui, Microraptor zhaoianus, Cryptovolans pauli та Changyuraptor) було з'ясовано, що вони мали пір'я на всіх чотирьох кінцівках (мали чотири «wings»), які вони можливо використовували для планерування чи польоту. Один вид, Deinonychus antirrhopus, можливо мав часткову здатність до польоту — поли молодняк міг літати, а дорослі були нелітаючі (така особливість спостерігається і у деяких сучасних птахів, наприклад рогата лисуха та летюча качка-пароплав.
- Динозавр Yi був унікальним серед динозаврів, що планерували, оскільки мав мембранні крила, несхожі на опір'єні літальні перетинки інших тероподів. Схоже на сучасних кагуанових, він також розвив кістяний шип для підтримки крила, хоча на зап'ясті, а не лікті.

### Риби
- Thoracopteridae (планерування) — це клада тріасових схожих на летючих риб Perleidiformes, які перетворили свої грудні та тазові плавці у широкі «крила», схожі на крила сучасних летючих риб. Ладинський рід Potanichthys — найстаріший член цієї клади, а також найстаріші відомі повітряні хребетні тварини, що може свідчити про те, що ці риби почали освоювати повітряні ніші одразу після масового пермського вимирання.

### Ссавці
- Volaticotherium antiquum (планерування) — найстаріші ссавці, здатні до польоту чи планерування. Ця тварина розміром з білку належала до вимерлої лінії і не пов'язана з сучасними летючими чи планеруючими тваринами. Вона жила принаймні 125 мільйоні років тому та використовувала вкриту шерстю мербрану для планерування у повітрі[40].
- Декілька видів вимерлих кажанів, наприклад Icaronycteris, Palaeochiropteryx, and Onychonycteris[41], які були здатні до польоту.

## Подальше читання
- Packard, A. (1972). Cephalopods and fish: the limits of convergence. Biological Reviews. 47 (2): 241—307. doi:10.1111/j.1469-185X.1972.tb00975.x.
- Maciá, Silvia; Robinson, Michael P.; Craze, Paul; Dalton, Robert; Thomas, James D. (2004). New observations on airborne jet propulsion (flight) in squid, with a review of previous reports. J. Mollus. Stud. 70 (3): 297—299. doi:10.1093/mollus/70.3.297. Архів оригіналу за 14 січня 2016. Процитовано 17 серпня 2015.
- Davenport, J. (1994). How and why do flying fish fly?. Rev. Fish Biol. Fish. 40: 184—214.
- Saidel, W.M.; Strain, G.F.; Fornari, S.K. (2004). Characterization of the aerial escape response of the African butterfly fish, Pantodon buchholzi Peters. Environ. Biol. Fish. 71: 63—72. doi:10.1023/b:ebfi.0000043153.38418.cd.
- Xu, Xing; Zhou, Zhonghe; Wang, Xiaolin; Kuang, Xuewen; Zhang, Fucheng; Du, Xiangke (2003). Four-winged dinosaurs from China. Nature. 421 (6921): 335—340. doi:10.1038/nature01342. PMID 12540892.
- Schiøtz, A.; Vosloe, H. (1959). The gliding flight of Holaspis guentheri Gray, a west-African lacertid. Copeia. 1959: 259—260. doi:10.2307/1440407.
- Arnold, E. N. (2002). Holaspis, a lizard that glided by accident: mosaics of cooption and adaptation in a tropical forest lacertid (Reptilia, Lacertidae. ). Bulletin of The Natural History Museum. Zoology Series. 68: 155—163. doi:10.1017/s0968047002000171.
- McGuire, J. A. (2003). Allometric Prediction of Locomotor Performance: An Example from Southeast Asian Flying Lizards. The American naturalist. 161: 337—349. doi:10.1086/346085.
- McKay, M. G. (2001). Aerodynamic stability and maneuverability of the gliding frog Polypedates dennysi. The Journal of Experimental Biology. 204 (16): 2817—2826. Архів оригіналу за 11 січня 2011. Процитовано 17 серпня 2015.
- Demes, B.; Forchap, E.; Herwig, H. (1991). They seem to glide. Are there aerodynamic effects in leaping prosimian primates?. Zeitschrift fur Morphologie und Anthropologie. 78: 373—385.
- The Pterosaurs: From Deep Time by David Unwin